# Sényő
Sényő is een plaats (község) en gemeente in het Hongaarse comitaat Szabolcs-Szatmár-Bereg. Sényő telt 1399 inwoners (2001).